# TVN 7
TVN 7 / TVN7 (nieoficjalnie Siódemka; początkowo TVN Siedem; według koncesji KRRiT: TVN siedem) – kanał telewizyjny należący do Grupy TVN o profilu rozrywkowo-filmowym. Stacja nadaje głównie seriale i filmy fabularne oraz programy rozrywkowe. Zastąpił kanał RTL 7.
TVN 7 HD uruchomiono 4 listopada 2011 w towarzystwie dwóch innych kanałów Grupy ITI: (TVN Turbo HD i TVN Style HD). TVN 7 HD jest odtworzeniem HD kanału TVN 7 w czasie rzeczywistym.

## Historia

### 2002–2007: Początki
Koncepcja uruchomienia TVN Siedem pojawiła się na kilka miesięcy przed jego startem. Gdy z początkiem 2002 roku Grupa ITI przejęła kanał RTL 7, w mediach ogłaszano plan zastąpienia go nowym kanałem pod nazwą TVN 2. Ustalono jednak, że cyfra 2 może kojarzyć się widzom z telewizyjną Dwójką. Postanowiono wówczas, że nowa telewizja na polskim rynku medialnym nazywać się będzie TVN Siedem. Wpływ na tę nazwę miał fakt, że stacja TVN miała pierwotnie nazywać się TV7.
W chwili uruchomienia stacji kontynuowała ona linię programową swojego poprzednika, dokładając do tego jedynie powtórkowe produkcje z głównej anteny TVN. Większość seriali oraz filmów pobierana była z biblioteki programowej RTL 7, jednak z czasem zaczęto zastępować je nowymi produkcjami, bądź też powtórkami z siostrzanej anteny. W TVN Siedem widzowie mieli okazję oglądać także programy informacyjne (Świat na dzień dobry – retransmisja porannego pasma rozwijającego się wtedy TVN24; Aktualności – krótki serwis informacyjny przygotowywany przez redakcję TVN24) oraz konkursy interaktywne pochodzące w dużej mierze z anteny TVN, a później TVN Gra.
Ponadto Siódemka zajmowała się emisją wydań „Extra” programów emitowanych równolegle w głównym TVN, było tak m.in. z programem Misja Martyna czy Big Brother.
Wcześniej stacja wyświetlała także reality show m.in.: własne – Klub Przygód i The Trip oraz powtórki z TVN-u: Big Brother, Wyprawa Robinson, Agent oraz seriale dokumentalne TVN. W latach 2002-2003 na TVN Siedem kontynuowano tradycję pokazywania serii anime (seria Dragon Ball, Łowca dusz, Yaiba - legendarny samuraj, Slayers: Magiczni wojownicy, Wojowniczki z Krainy Marzeń). W 2004 roku seriale animowane usunięto z ramówki.
5 września 2004 kanał TVN Siedem po raz pierwszy zmienił oprawę graficzną, którą wykonała niemiecka firma Velvet.

### 2008–2009: Zmiana wizerunku stacji
1 września 2008 odświeżeniu uległ wizerunek stacji. Wprowadzono nowe logo, którego podstawą jest cyfra siedem, wkomponowana w biało-fioletowe koło, a tym samym zmieniono nazwę kanału na TVN 7. Stacja zyskała nową oprawę graficzną i muzyczną. Logo przemieszczono na prawy górny róg ekranu. Tak, jak poprzednio, grafikę przygotowała firma Velvet.
Program został podzielony na pasma tematyczne, które odróżniały charakterystyczny język graficzny i kolor. Odmieniony wizerunek kanału miał wyznaczać nowy profil widza – odbiorcę młodego, aktywnego, z dużego miasta. Zmianom towarzyszyło wprowadzenie do ramówki wielu nowych pozycji.

### 2010–2014: Nowe technologie i produkcja własna
Od 1 grudnia 2010 program jest dostępny na MUX 2 naziemnej emisji DVB-T. Od 4 listopada 2011 roku program jest dostępny także w wersji HD.
Od 16 lutego do 31 maja 2012 stacja TVN 7 emitowała pierwszy polski serial telewizyjny powstający na potrzeby kanału – Reguły gry. Serial został zrealizowany na podstawie amerykańskiego serialu CBS – Sposób użycia.
19 grudnia 2014 rozpoczęto emisję testową TVN 7 HD w Warszawie na Multipleksie testowym Naziemnej Telewizji Cyfrowej (wraz z programem TTV HD).

### 2014–2018: Zmiana wizerunku stacji
1 września 2014 wprowadzono czwartą oprawę graficzną, przygotowaną przez niemiecką agencję Luxlotusliner. W niej dominują kolory: pomarańczowy, fuksja i antracyt. Pojawiło się również odmienione logo, stylem nawiązujące do znaku graficznego głównej stacji. Zmianie uległa także oprawa muzyczna, za którą odpowiada paryska firma Novaspot. W stacji pojawiły się dwa nowe pasma: telenowelowe „Rozkochane popołudnie” i dokumentalne „Dokument w Siódemce”.

### Od 2019: Plany rozwoju stacji
W styczniu 2019 premierę miał drugi serial stacji TVN 7 – Zakochani po uszy, który przez pierwsze kilkanaście dni emitowany był również na antenie TVN. Ponadto 17 marca 2019 premierę miała również nowa edycja programu Big Brother, której premierowy odcinek obejrzało 2,23 mln widzów, ustalając tym samym rekord oglądalności stacji.
W lipcu 2019 roku udostępniono sygnał TVN7 w należącym do nadawcy internetowym serwisie wideo na życzenie player.pl, a w październiku 2023 roku również on został udostępniony w serwisie VOD.PL.
W listopadzie 2019 TVN7 otrzymał od serwisu Media Marketing Polska tytuł Stacja Telewizyjna Roku 2019 za udane eksperymenty ramówkowe.
24 lutego 2020 stacja rozpoczęła emisję reality show Hotel Paradise, a także premierowych odcinków seriali 19+, Szkoła i programu Ślub od pierwszego wejrzenia emitowanych wcześniej na antenie TVN. Przyczyny przeniesienia emisji do TVN 7 były związane ze strategią wzmacniania stacji pod kątem młodszej widowni oraz budowania zróżnicowanej oferty kanałów w portfolio nadawcy. Mimo początkowych planów emisji kontynuacji serialu BrzydUla na głównej antenie nadawcy, ostatecznie zdecydowano o przeniesieniu go do Siódemki. Jesienią 2020 stacja pokazała program pt. Kto odmówi pannie młodej.
30 sierpnia 2021 nastąpiła zmiana oprawy graficznej kanału i odświeżenie logotypu. Za projekt odpowiada argentyńska agencja Superestudio.
6 września 2021 na antenie stacji pojawiła się codzienna telenowela pt. Papiery na szczęście. 8 października 2021 stacja zaczęła pokazywać nowy sezon przeniesionego z anteny TVN reality-show Projekt Lady. Ponadto stacja w 2021 roku pokazała także takie produkcje jak: Ten moment, Mamy to, One night squad oraz 40 kontra 20.
W roku 2022 stacja wprowadziła kilka nowości, między innymi seriale paradokumentalne pt. Zagadki losu i Opowieści małżeńskie, a także program Perfect picture oraz Żony Miami.
W 2023 roku stacja wprowadziła do ramówki program True Love i Królowa przetrwania.
Od 2024 roku stacja nadaje talk show pt. Mówię wam i program Anatomia piękna, w 2024 Siódemka pokazała również serial paradokumentalny Wycieczkowiec i program kulinarny Ewa Sama piecze. 20 listopada 2024 TVN7 pokazała audycje na żywo pt, Top model po finale, która była nadawana po wielkim finale 13 edycji.
Stacja pokazywała także programy cykliczne, takie jak; Szczęśliwa Siódemka (2020), Nasza kolęda (2022), Magia świąt (2023), Festiwal piosenki filmowej (2025).